# Hornsborg
Hornsborg är en bebyggelse strax öster om Lagan och E4an i Hamneda distrikt i Ljungby kommun. Från 2023 avgränsar SCB här en småort.